# هارولد جليسون
هارولد جليسون (بالإنجليزية: Harold Gleason)‏ هو معلم موسيقى أمريكي، ولد في 26 أبريل 1892 في جفرسون في الولايات المتحدة، وتوفي في 28 يونيو 1980 في لاهويا في الولايات المتحدة.

## وصلات خارجية
- هارولد جليسون على موقع ميوزك برينز (الإنجليزية)